# Love Is for Suckers
Love Is for Suckers es el quinto trabajo de estudio álbum por el heavy metal banda Twisted Sister . Fue lanzado por Atlantic Records el 13 de agosto de 1987, y el sencillo "Hot Love" fue lanzado el 1 de agosto. También fue el último álbum de la banda antes de su ruptura y posterior reunión y lanzamiento de Still Hungry en 2004. También es su último álbum que se compondrá de material completamente nuevo.

## Descripción general
El sonido del álbum estuvo fuertemente influenciado por el glam metal y fue una de las causas del conflicto que llevó a la banda a separarse después de su lanzamiento. [1] [3] De acuerdo con las entrevistas contenidas en el DVD Live at Wacken y en la autobiografía de Snider, el material originalmente estaba destinado a ser un álbum en solitario del cantante principal de Twisted Sister, Dee Snider , pero el sello presionó para que se publicara bajo en su lugar, el nombre Twisted Sister. La gira del álbum duró poco más de un mes y terminó en Minneapolis, Minnesota el 10 de octubre de 1987. Dos días después, el 12 de octubre de 1987, el vocalista Dee Snider anunció su salida de la banda.
Todos los miembros originales de la banda grabaron este álbum, excepto el baterista AJ Pero . Pero tocó en todos los álbumes anteriores de Twisted Sister y dejó la banda en julio de 1986, aunque regresó para algunas giras de reunión y grabaciones especiales. Fue reemplazado por un corto tiempo por Joey Franco .
Ninguna canción de este álbum apareció en el álbum de grandes éxitos de la banda de 1992, Big Hits and Nasty Cuts . Sería el último álbum de estudio de Twisted Sister con material original, ya que todos los álbumes desde entonces han sido compilaciones, álbumes en vivo o regrabaciones de material ya escrito.
Siete de las canciones del álbum se tocaron en vivo durante la breve gira de 1987. [4] Snider ha declarado que le gustan muchas de las canciones del álbum, vocalmente. Sin embargo, siente que si tocan alguno de ellos en vivo, puede traer malos recuerdos para la banda. En 2012, la banda introdujo "Wake Up (The Sleeping Giant)" en su set, siguiendo las demandas de los fans de que se incluyera material de todos los álbumes de estudio de la banda. [5]
En una entrevista de 2009 de Ruben Mosqueda, Snider habló de sus pensamientos sobre el álbum:
"¡Hay algunas cosas geniales ahí, hombre! La cosa es que se suponía que ese sería mi primer álbum en solitario. La cosa fue que la compañía discográfica y la gerencia me presionaron para que lo convirtiera en un disco de Twisted Sister. Hay algunas cosas que estaban en Twisted Sister vena pero se suponía que iba a ser un disco en solitario, ese álbum estaba destinado a darle a la banda el descanso que necesitábamos. Sentí que al lanzar un álbum en solitario podría publicarlo, sacarlo de mi sistema, y luego, después de un breve romper, podríamos reagruparnos y trabajar en un nuevo álbum. La grabación, la promoción y la gira de Love Is for Suckers acabaron con la banda. La gerencia y la compañía discográfica en su infinita sabiduría saben lo que es mejor. Oh, pongamos a cinco tipos que pueden ' ¡Nos paramos en un estudio durante tres meses! " [3]
En 2012, Dee Snider comentó a una audiencia en el festival anual de conciertos en Dessel Bélgica, conocido como Graspop Metal Meeting, "Ahora hemos sido acusados en el pasado de no tocar material de todos nuestros álbumes, así que este año agregamos uno canción del disco Love Is for Suckers al set [...] para aquellos que saben que en los 80 había un pequeño problema en Washington con la censura y este era un gran dedo medio para Washington DC Se llama "Wake Up ( the Sleeping Giant) "", que luego tocó la banda.

## Recepción crítica
Tras su lanzamiento, Billboard escribió: "Los rockeros de toda Nueva York tropezaron con el último lanzamiento, pero han logrado recuperar el equilibrio en este, con un nuevo productor y una nueva actitud. El álbum está repleto de cortes sólidos y sencillos". Sharon Liveten de Los Angeles Times escribió: "En su quinto álbum, Twisted Sister no se adentra en territorio inexplorado. Es un himno, ocasionalmente repetitivo y derivado de sí mismo. Dicho esto, Love Is for Suckers es un maldito bien El trabajo de guitarra es llamativo pero no recurre a posturas cliché y la voz de Dee Snider está en una forma fina y burlona ".
Robin Welles de The Press-Courier describió Love Is for Suckers como "un gritón de álbum". Pete Bishop, de Pittsburgh Press, comentó: "Este es un heavy metal" comercial "repleto de clichés, diseñado para una aceptación instantánea. Siete de los cortes son lo mismo que Twisted Sister y tantos otros. descongelado y recalentado hasta la saciedad ". Seleccionó "Hot Love", "One Bad Habit" y "You Are All That I Need" como "la clase del disco porque se atreven a diferir de la fórmula y porque Twisted Sister las interpreta bien".
Michael Dowding de The Boston Globe escribió: "Desafortunadamente, este álbum suena como una banda en declive. Todavía hay suficientes golpes y chillidos para mantener la fiesta del sábado por la noche, pero no busquen ningún desarrollo o innovación. Para los fanáticos, lo mejor los cortes incluyen "Wake Up" y "One Bad Habit". Sin embargo, para muchos otros oyentes, este es un álbum que deben evitar ". Barbara Jaeger de The Record escribió: "Las 10 canciones de esta colección suenan como cualquier otra canción que la banda haya hecho. Subrayando la voz sobreexcitada de Dee Snider están las guitarras chirriantes y los tambores atronadores. Las canciones, con sus letras de segundo año, cubren los temas habituales del heavy metal. Así que, si estás buscando algo nuevo, olvídate de este".

## Lista de canciones
Canciones escritas por Dee Snider.
Lado 1
1. "Wake Up (The Sleeping Giant)" – 4:19
2. "Hot Love" – 3:28
3. "Love Is for Suckers" (Marky Carter, Dee Snider) – 3:25
4. "I'm So Hot for You" – 4:05
5. "Tonight" – 3:51

Lado 2
1. "Me and the Boys" – 3:52
2. "One Bad Habit" – 3:18
3. "I Want This Night (To Last Forever)" (Mark Tanner, Marty Wagner, Dee Snider) – 4:18
4. "You Are All That I Need" – 4:17
5. "Yeah Right" – 3:14

## Personal

### Twisted Sister
- Dee Snider – voz
- Eddie Ojeda - coros, guitarra
- Jay Jay French - guitarra, coros
- Mark "The Animal" Mendoza – bajo, coros
- Joey "Seven" Franco – batería, coros

### Músicos adicionales
- Reb Beach - guitarra adicional, coros
- Beau Hill – piano, coros
- The New West Horns – cuernos
- Jimmy Chalfant, Steve Whiteman, Kip Winger – gritos adicionales
- Bob Gamm, Gary Kris, B. Smith, Chris Cintron, Joe Gerber, Jodie Segall, Peter Love, Luke Perry - coros

### Producción
- Beau Hill - pproductor, ingeniero
- Twisted Sister, Beau Hill, Reb Beach, Ronni Le Tekrø - vestimenta, arreglos
- Stephen Benben -ingeniero
- Ira McLaughlin - asistente del ingeniero
- Ted Jensen - masterisacion de Sterling Sound, New York
- Bob Defrin - ardirector de arte
- Frank Moscati - cámaras
- Dee Snider - concepto de portada

## Ranking
| Año  | Chart                         | Posición |
| ---- | ----------------------------- | -------- |
| 1987 | Australia (Kent Music Report) | 82       |
| 1987 | Norwegian Albums Chart        | 11       |
| 1987 | Swiss Albums Top 100          | 17       |
| 1987 | Swedish Albums Chart          | 43       |
| 1987 | UK Albums Chart               | 57       |
| 1987 | German Albums Chart           | 59       |
| 1987 | Billboard 200 (USA)           | 74       |
| 1987 | RPM100 (Canadá)               | 78       |

| Año        | Canción | Chart                 | Posición |
| ---------- | ------- | --------------------- | -------- |
| "Hot Love" | 1987    | Mainstream Rock (USA) | 31       |